# Де Грасиа, Жасмин
Жасми́н Де Гра́сиа (исп. Jazmín De Grazia; 7 июля 1984, Темперли — 5 февраля 2012, Буэнос-Айрес) — аргентинская фотомодель, карьерный рост которой пришёлся на начало 2000-х годов. Была одной из трех финалисток реалити-шоу для моделей «Super M 2002».

## Смерть
5 февраля 2012 года 27-летняя Жасмин, которая ранее жаловалась на плохое самочувствие, была найдена мёртвой в ванне своим женихом в Буэнос-Айресе, Аргентина. По предположительной версии, потеряв сознание, девушка утонула в ванне.